# HTC
HTC Corporation (původně High Tech Computer Corporation) je tchajwanský výrobce kapesních zařízení s operačními systémy Windows Mobile od firmy Microsoft a Android od sdružení firem pod hlavičkou Open Handset Alliance. Poslední platformou, se kterou jsou distribuovány mobilní telefony, je Qualcomm Brew. Jde o platformu, kterou vyvinul Qualcomm společně se společností HTC, která zatím vydala pouze jeden „hloupý“ telefon s touto platformou, a to HTC Smart. Společnost byla založena 15. března 1997. Zařízení firmy HTC byla zpočátku často prodávána jako přístroje mobilních operátorů (mj. T-Mobile, O2, Vodafone, Orange a další). Později však společnost omezila svoje brandové aktivity a více se zaměřila na produkci telefonů pod vlastní značkou.

## Mobilní telefony HTC

### PlatformaGoogle Android
- HTC desire12/12+
- HTC U12
- HTC U11/11+
- HTC U Ultra
- HTC U Play
- HTC 10
- HTC One (M9+)
- HTC One M8s
- HTC One (M9)
- HTC One (M8)
- HTC One Mini 2
- HTC one (M7) dual sim
- HTC One (M7)
- HTC One MAX
- HTC One Mini
- HTC One A9
- HTC Desire 620G
- HTC Desire 620
- HTC Desire 601
- HTC Desire 300
- HTC Desire 500
- HTC Desire 200
- HTC One SV
- HTC One X+
- HTC Desire SV
- HTC Desire U - pouze v Asii
- HTC Droid DNA, J Butterfly - pouze v Asii a Americe
- HTC One
- HTC One X
- HTC One S
- HTC One V
- HTC One E
- HTC Desire X
- HTC Desire V
- HTC Desire C
- HTC Sensation XL
- HTC Sensation XE
- HTC Explorer
- HTC ChaCha
- HTC EVO 3D
- HTC Flyer (tablet)
- HTC Wildfire S
- HTC Desire S
- HTC Incredible S
- HTC Salsa
- HTC Sensation
- HTC Desire HD
- HTC Desire
- HTC Desire Z
- HTC Wildfire
- HTC Legend
- HTC G2
- HTC M4
- Google/HTC Nexus One
- HTC Tattoo
- HTC Hero
- HTC Magic
- T-Mobile G1
- Google Pixel

### Platforma MicrosoftWindows Phone
- HTC Radar
- HTC Titan
- HTC HD7
- HTC 7 Pro
- HTC 7 Mozart
- HTC 7 Trophy
- Windows Phone 8S by HTC
- Windows Phone 8X by HTC

### Platforma MicrosoftWindows Mobile(vývoj tohoto OS byl ukončen)
- HTC Magician
- HTC TyTN
- HTC TyTN II
- HTC Touch Diamond
- HTC Touch Diamond2
- HTC Touch Pro
- HTC Touch Pro2
- HTC Touch
- HTC Touch Dual
- HTC Touch Viva
- HTC Touch2
- HTC Touch Cruise
- HTC Touch HD
- HTC HD2
- HTC HD mini
- HTC Shift
- HTC Advantage
- HTC s710
- HTC Snap
- HTC Kovsky

### Platforma Qualcomm Brew
- HTC Smart